# 桃園市平鎮區宋屋國民小學
桃園市平鎮區宋屋國民小學（英文：Taoyuan City Song-Wu Elementary school），簡稱宋屋國小，位於臺灣桃園市平鎮區。早年該校600多名學生中有100多名學生姓宋，是桃園市宋姓學生最多的學校。該校校地也是由宋姓家族捐贈而來。

## 學校簡介
宋屋國小創立於1931年3月28日，2016年有普通班24班、特教班4班、幼兒園3班、學前特教班1班。
該校幼兒園於1995年成立，並於1998年增為兩班，於2018年增設第3班。

### 學區
1. 廣仁里全部。
2. 平興里1-9鄰、12鄰、32-36鄰、39鄰、40鄰。
3. 宋屋里3-9鄰。
4. 平鎮里8-17鄰及7、29鄰(南平路二段116巷至396巷)、18、19、30鄰為自由學區。
5. 義民里15-16鄰、18-20鄰、21鄰(延平路二段324-348號)、29-30鄰、34-35鄰。
6. 新貴里3鄰、26鄰。

### 學校位置
地址:32443 桃園市平鎮區延平路2段389號
電話:03-4933654
傳真:03-4943809

## 梅花特色學校
宋屋國小是梅花特色學校，該校校地全由宋氏家族捐贈，周邊有三座保存完好的賦梅第，還有賦梅路、賦梅北路，這也是梅花特色學校的起源，目前校內具有全台灣唯一的梅花象溜滑梯、一株來自苗栗縣山區的80餘歲青梅。同時，校方也闢作「梅林詩道」、開辦梅花課程。每年元宵節師生也都會製作梅布燈籠裝飾校園。

### 梅林詩道
民國102年3月12日，配合打造梅花品牌學校以及植樹節活動，師生們一同栽下了四十八棵梅樹，命名為「梅林詩道」。栽種了五種品種，分別是：熱帶大梅、大梅、國梅、杏梅、香水國梅，再由園藝專家規劃了一條鋪石步道，並利用原有大石頭，就地取材設置了意象式的石桌凳組。民國102年6月22日約一公噸重的入口意象石定位，「梅林詩道」四個大字勒石完成；9月25日，十面兒童詩銘版立柱；9月27日詩道落成啟用。

## 歷史沿革
| 時間              | 沿革 |
| ----------------- | --- |
| 民國20年3月28日   | 奉准為南勢公學校宋屋分教場                                                                                                   |
| 民國20年11月19日  | 建築教室三間，宿舍、廁所各一間                                                                                               |
| 民國24年4月1日    | 奉准獨立，稱宋屋公學校 |
| 民國30年4月1日    | 改稱宋屋國民學校 |
| 民國34年11月15日  | 臺灣光復舉行接收學校典禮 |
| 民國39年7月28日   | 增建教室及校長室各一間 |
| 民國39年8月21日   | 新建司令台一座 |
| 民國40年8月22日   | 新建衛生室一間 |
| 民國44年11月14日  | 雙連坡分班(後為中平國小)移交給中壢國小                                                                                       |
| 民國48年4月14日   | 購買校地九百坪 |
| 民國48年8月11日   | 設北勢分校 |
| 民國49年3月28日   | 新建校門圍牆 |
| 民國50年4月4日    | 慶祝創校三十週年校慶 |
| 民國53年10月10日  | 新廚房及飼倉庫各一間 |
| 民國54年7月15日   | 新建自然增班教室二間 |
| 民國57年8月11日   | 北勢分校獨立為新勢國小 |
| 民國60年10月24日  | 慶祝創校四十週年校慶 |
| 民國67年2月2日    | 新建司令台一座 |
| 民國67年12月20日  | 新建籃球場 |
| 民國68年7月12日   | 新建渡廊一間 |
| 民國68年10月18日  | 修建辦公室 |
| 民國70年10月20日  | 新建大禮堂 |
| 民國74年7月30日   | 新建專科教室一間 |
| 民國76年10月20日  | 新建自然科教室一間 |
| 民國78年5月25日   | 新徵購校地二千二百九十八平方公尺                                                                                             |
| 民國79年5月10日   | 陸橋重建完成 |
| 民國79年6月20日   | 校門圍牆重建工程竣工 |
| 民國80年8月25日   | 新購校地圍牆興建及整地工程竣工                                                                                               |
| 民國80年8月30日   | 新建視聽教室及敬學樓竣工 |
| 民國80年10月25日  | 新建司令台、看台及pu跑道竣工                                                                                                 |
| 民國84年8月1日    | 成立附設幼稚園 |
| 民國84年8月31日   | pu防水工程竣工 |
| 民國86年8月27日   | 設立平興分校 |
| 民國87年5月5日    | 新建綜合球場一座、校園圍牆修建工程竣工                                                                                       |
| 民國87年6月2日    | 增設資源班一班 |
| 民國88年4月5日    | 完成全校自來水設施 |
| 民國88年8月1日    | 平興分校獨立為平興國小 |
| 民國88年8月19日   | 後校門排水改善竣工 |
| 民國89年12月29日  | 禮堂布幕及廚房鋁窗修建工程竣工                                                                                               |
| 民國90年3月19日   | 走廊欄杆工程竣工 |
| 民國90年11月15日  | 廁所整修工程竣工 |
| 民國90年11月      | 慶祝創校七十週年校慶 |
| 民國97年8月1日    | 成立學前特教班乙班，招收學齡前身心障礙學生                                                                                   |
| 民國97年12月2日   | 完成無障礙廁所修建工程 |
| 民國98年9月       | 完成運動場周邊及圍牆、地坪整建工程 完成老舊校舍耐震能力詳細評估                                                              |
| 民國98年10月      | 完成優質化均等數位環境資訊採購，達成班班有單槍，教室視訊教學設備                                                             |
| 民國98年11月      | 設置書包櫃、防撞條，達成校園安全環境 購置健康中心設備(自動身高體重檢查器、視力檢查儀)                                        |
| 民國98年12月      | 改善南棟一樓廁所及化糞池整建工程 完成幼稚園遊戲場安全地墊整建工程                                                            |
| 民國99年10月      | 附設幼稚園屋頂防水防熱及遮雨棚、消防設施                                                                                     |
| 民國99年11月      | 改善廚房老舊設施及周邊牆面美化貼壁工程                                                                                       |
| 民國99年12月      | 完成運動場跑道及球場設施，司令台兩側看台美化 完成活動中心地墊、數位看板、舞台布幕及窗帘設施 更新校門口數位看板-電子LED字幕機 |
| 民國100年1月      | 廚房設備更新 |
| 民國100年8月      | 附設幼稚園教學環境改善工程 視聽教室暨教學環境設備改善 電腦教室設備汰舊換新                                                   |
| 民國100年9月      | 北棟校舍整修工程 |
| 民國100年10月     | 老舊廁所整建工程(廚房側) 東棟教室校舍結構耐震補強工程                                                                        |
| 民國100年11月     | 校園廣播系統更新案 |
| 民國100年11月12日 | 慶祝創校八十週年校慶 |
| 民國100年12月     | 校園圍牆工程 |
| 民國102年6月      | 司令台美化修繕工程 |
| 民國102年9月      | 梅林詩道景觀步道工程 |
| 民國103年3月      | 宋屋樂學趣多媒體觸控電視牆                                                                                                   |
| 民國104年10月     | 禮堂防水隔熱暨外牆整修工程                                                                                                   |
| 民國105年6月      | 教室環境設備改善工程 |
| 民國105年8月      | 104年度蘇迪勒颱風災後復建工程-屋頂防水                                                                                       |
| 民國105年8月      | 104年度老舊廁所改善-南棟三樓及北棟三樓廁所整修工程                                                                           |
| 民國105年8月      | 教室空間活化工程 |
| 民國105年8月      | 104年度校舍電源改善工程（北棟）                                                                                              |
| 民國105年10月     | 南棟及辦公大樓校舍結構修復及補強工程                                                                                         |
| 民國106年3月      | 戶外遊戲場整修工程案(幼兒園)                                                                                                 |
| 民國106年5月      | 綜合大樓防水防漏整修工程案                                                                                                   |
| 民國106年6月      | 禮堂空調暨窗簾工程 |
| 民國106年9月      | 103年度辦公室環境改善工程 |
| 民國106年12月     | 106年度「公立國民中小學老舊廁所整修工程」-北棟一二樓廁所整修工程                                                             |
| 民國106年12月     | 洗手臺雨遮、教室窗簾及機車棚防漏水改善工程案                                                                                 |
| 民國107年2月      | 106年度無障礙校園環境計畫-「校園斜坡道工程案」                                                                               |

## 歷屆校長
| 任期 | 姓名       | 任職日期         | 離職日期         |  |
| ---- | ---------- | ---------------- | ---------------- |  |
| 1    | 石黑勘太郎 | 民國24年3月31日  | 民國32年7月10日  |  |
| 2    | 方石福     | 民國32年7月10日  | 民國35年11月15日 |  |
| 3    | 李阿宗     | 民國35年11月16日 | 民國42年9月1日   |  |
| 4    | 陳石海     | 民國42年9月1日   | 民國46年9月19日  |  |
| 5    | 陳舉輝     | 民國46年9月19日  | 民國59年10月13日 |  |
| 6    | 胡鴻恩     | 民國59年10月13日 | 民國67年6月1日   |  |
| 7    | 張木生     | 民國67年9月16日  | 民國75年8月1日   |  |
| 8    | 邱琳標     | 民國75年8月1日   | 民國86年2月1日   |  |
| 9    | 陳春秋     | 民國86年2月1日   | 民國93年8月1日   |  |
| 10   | 鄧仁巨     | 民國93年8月1日   | 民國97年8月1日   |  |
| 11   | 張明侃     | 民國97年8月1日   | 民國101年8月1日  |  |
| 12   | 林淑珍     | 民國101年8月1日  | 民國108年7月31日 |  |
| 13   | 桂景星     | 民國108年8月1日  | 迄今             |  |

1. 1 2 3  . www.swes.tyc.edu.tw.   [2017-06-26]. （原始内容存档于2016-06-14） （中文（臺灣））.
2. ↑  . 人間福報. 2012-01-01  [2017-10-04]. （原始内容存档于2017-10-04）.
3. ↑  徐乃義. . 大紀元. 2012-08-26  [2017-10-04]. （原始内容存档于2017-10-04）.
4. ↑  徐乃義. . 大紀元. 2014-11-07  [2017-10-04]. （原始内容存档于2017-10-04）.
5. 1 2  楊明峰. . 中時電子報. 2015-12-26  [2017-10-04]. （原始内容存档于2017-10-04）.
6. ↑  康鴻志. . 中時電子報. 2015-03-03  [2017-10-04]. （原始内容存档于2017-10-04）.